# Negrismo
Il negrismo è una ideologia politica ispirata dall'operaismo e dal movimento di Autonomia Operaia che si rifà al pensiero di Toni Negri. Questa ideologia nacque e venne diffusa in Italia con la rivista Rosso a cui fecero riferimento diversi militanti di Potere operaio dopo lo scioglimento dello stesso, in particolare nel periodo 1973-1979. 
Riguardo al termine negrismo, e negrista con cui è indicato chi ne segue l'ideologia con cui sono indicati, è un termine nato in Francia, dove è maggiormente utilizzato anche in riferimento a situazioni Italiane; alcuni militanti, tuttavia rifiutano la definizione di "negrista" ritenendo che la loro linea di pensiero non possa essere ridotta a quella di un solo individuo.

## Diffusione
I militanti che si riconoscono nelle sue tesi sono soprattutto diffusi tra i movimenti antagonisti, in Italia, Francia e Spagna. 

### Italia
In Italia, i negristi contribuirono alla formazione di gruppi extraparlamentari della sinistra italiana e hanno una forte influenza nei movimenti antagonisti. 
La loro posizione operaista, ideologicamente, fu contestata da Raul Mordenti di Rifondazione comunista che definì il negrismo una malattia senile dell'operaismo italiano, la cui influenza sarebbe rilevante in alcune realtà rilevanti della sinistra italiana, come "le pagine culturali del quotidiano Il manifesto, le case editrici Manifestolibri, Ombre Corte, DeriveApprodi etc., le riviste Alfabeta e Alias". L'accusa di Mordenti è che secondo il pensiero negriano, il sistema produttivo capitalistico di tipo fordismo-taylorismo sarebbe stato sostituito da una modalità di produzione del tutto nuovo e diversa rispetto al capitalismo con la scomparsa della riduzione del lavoro umano a capitale (ossia ciò che nel marxismo è definito sfruttamento) eliminando quindi il plusvalore, non esisterebbe più la "contraddizione" marxista, sconvolgendo "i termini della lotta di classe e sopprimerebbe completamente le categorie analitiche di Marx che l’hanno interpretata dando luogo alla fondazione del movimento operaio".

### Francia
A seguito della sua elezione a deputato nel giugno 1983, Toni Negri è scarcerato e fugge in Francia prima della rimozione della sua immunità parlamentare. Come rifugiato politico, può tornare all'insegnamento, in Francia, all'università di l'université Paris VIII.
Nel 1990 Toni Negri fonda con Jean-Marie Vincent la rivista Futur antérieur.
In Francia, Yann Moulier-Boutang, il gruppo "Matériaux pour l'intervention" (1972-1973) poi divenuto Camarades (1974-1979), si rifanno anch'essi alle tesi di Negri. Dopo l'arresto di Negri in Italia nel 1979, i militanti, raggruppati attorno a Yann Moulier-Boutang si raggruppano nel Centre d'initiative pour de nouveaux espaces de liberté (CINEL) fino al 1981.
In quel periodo i militanti, giovani come Aris Papathéodorou iniziano ad essere impegnati nei movimenti  squats (Centre Autonome pour des Espaces de Liberté (CAEL), 1984)o nel movimento studentesco (Collectif autonome de Tolbiac (CAT, 1976-1984) divenuto in seguito Collectif Étudiants lycéens autonomes (1992)). Quindi i militanti, che seguono Aris Papathéodorou e Laurent Guilloteau si impegnano nei movimenti che rivendicano il reddito garantito, che fanno riferimento alle riviste Cash (1987-1989), Contre (1987-1989), Quilombo (1988-1993), e ai collettivi Réseau Autonome parisien (RAP, 1990-1993), CARGO (Collectif d'Agitation pour un revenu garanti optimal, 1994), divenuto quindi AC! (1997-2003) e il coordinamento dei lavoratori saltuari e precari (Coordination des intermittents et précaires d'Ile-de-France CIP-IDF, 2003). 
Yann Moulier-Boutang ha aderito al partito dei Verts nel 1999.
A partire dal 2000, i militanti ideologicamente vicini a  Toni Negri e Yann Moulier-Boutang si sono riuniti attorno alla rivista  Multitudes.
Aris Papathéodorou si è presentato alle elezioni municipali a Montreuil in una lista di NPA. Laurent Guilloteau ha fondato la CIP-IDF.